# Myrmecophaga tridactyla
Il formichiere gigante (Myrmecophaga tridactyla), noto anche come l'orso delle formiche, è un grande mammifero insettivoro endemico dell'America centro-meridionale. Si tratta di una delle quattro specie viventi di formichiere, l'unico membro esistente del genere Myrmecophaga, ed è classificato con i bradipi all'interno dell'ordine Pilosa. Questa specie è perlopiù terrestre, a differenza degli altri formichieri e bradipi, che sono perlopiù arboricoli o semi-arboricoli. Come si evince dal nome, il formichiere gigante è la specie più grande della sua famiglia, con una lunghezza di 182-217 centimetri, con un peso di 33–50 kg per i maschi e di 27–47 kg per le femmine. L'animale è immediatamente riconoscibile per il suo muso allungato, la coda folta, i lunghi artigli anteriori e la pelliccia dai colori distintivi.
Il formichiere gigante vive in una vasta gamma di habitat, tra cui le praterie e le foreste pluviali. Si nutre in aree aperte e riposa negli habitat coperti da folta vegetazione. Si nutre principalmente di formiche e termiti, utilizzando i suoi robusti artigli anteriori per scavare e la sua lunga lingua appiccicosa per raccoglierle. Anche se i formichieri giganti vivono in ambienti sovrapposti tra loro, sono animali solitari tranne la relazione madre-figlio, interazioni aggressive tra i maschi, e il periodo dell'accoppiamento. Le femmine di formichiere portano i loro cuccioli sulle schiene fino allo svezzamento.
Il formichiere gigante è elencato come Vulnerabile dall'Unione internazionale per la conservazione della natura, e la sua presenza è stata estirpata in molte aree del suo precedente areale. Le principali minacce per questo animale includono la distruzione dell'habitat, gli incendi e il bracconaggio per le pellicce e la carne di animali selvatici, sebbene alcuni formichieri abitino in aree protette. Grazie al suo aspetto e abitudini, il formichiere appare in molti miti delle civiltà precolombiane e nel folklore, e anche nella cultura di massa moderna.

## Descrizione
Il formichiere gigante può essere facilmente distinto dagli altri formichieri per le sue grandi dimensioni, il muso allungato e la sua lunga coda folta. L'animale presenta una lunghezza totale di 182-217 centimetri, per un peso di 33–50 kg per i maschi e 27–47 kg per le femmine, rendendo il formichiere gigante la più grande specie esistente nel suo sottordine. La testa del formichiere gigante, lunga 30 centimetri, è particolarmente allungata, anche paragonata ad altri formichieri. Il suo muso tubolare, che termina in una minuscola apertura boccale e nelle narici, occupa la maggior parte della sua testa. Occhi e orecchie sono relativamente piccoli, per questo la sua vista è piuttosto scarsa, compensando con il suo acuto senso dell'olfatto, 40 volte più sensibile di quello umano. In cattività, i formichieri giganti possono vivere fino a 16 anni.
Anche per un formichiere, il collo è particolarmente spesso rispetto alla parte posteriore della testa, e nella parte posteriore del collo si trova una piccola gobba. Il mantello è per lo più grigiastro, marrone o nero con striature bianche. Gli arti anteriori sono bianchi, con bande nere intorno ai polsi, mentre gli arti posteriori sono scuri. Spesse bande nere con contorni bianchi si estendono dalla gola alle spalle, terminando in punte triangolari. La folta coda è completamente grigio-marrone scuro. I peli del mantello sono lunghi, specialmente sulla coda, facendola sembrare più grande di quanto non sia in realtà. Una criniera rigida si estende lungo la groppa fino alla coda. In passato si pensava che il motivo sul petto fosse un camuffamento dirompente, ma uno studio del 2009 suggerisce che si tratta di una colorazione d'avvertimento. Mentre i maschi adulti sono leggermente più grandi e più muscolosi delle femmine, con teste e colli più larghi, la determinazione visiva del sesso può essere difficile. Il pene e i testicoli si trovano internamente tra il retto e la vescica urinaria nei maschi e le femmine hanno un solo paio di ghiandole mammarie vicino alle ascelle.
Il formichiere gigante ha costole larghe. Nonostante il suo nome specifico, tridactyla, che significa tre dita, l'animale presenta cinque dita per piede. Quattro dita sugli anteriori hanno artigli, che sono particolarmente allungati sul secondo e terzo dito. Per non rovinare gli artigli mentre cammina, l'animale cammina sulle nocche, come i gorilla e gli scimpanzé. Le dita medie, che sostengono la maggior parte del peso dell'animale, sono estese alle articolazioni metacarpo-falangee e piegate alle articolazioni interfalangee. A differenza degli arti anteriori, i piedi hanno artigli corti su tutte e cinque le dita e hanno un'andatura plantigrade. In quanto scavatore "aggancia-e-tira", la fossa sovraspinosa allargata del formichiere gigante conferisce al muscolo grande rotondo una maggiore leva, aumentando la potenza di trazione degli arti anteriori, mentre il tricipite aiuta a potenziare la flessione del terzo dito ispessito degli arti anteriori.
Il formichiere gigante ha temperatura corporea bassa per un mammifero, di circa 33 °C, di pochi gradi inferiore a una temperatura tipica dei mammiferi dai 36 ai 38 °C. Gli xenartri in generale tendono ad avere tassi metabolici più bassi rispetto alla maggior parte degli altri mammiferi, una tendenza che si pensa sia correlata alle loro specializzazioni dietetiche e alla bassa mobilità.

### Anatomia alimentare

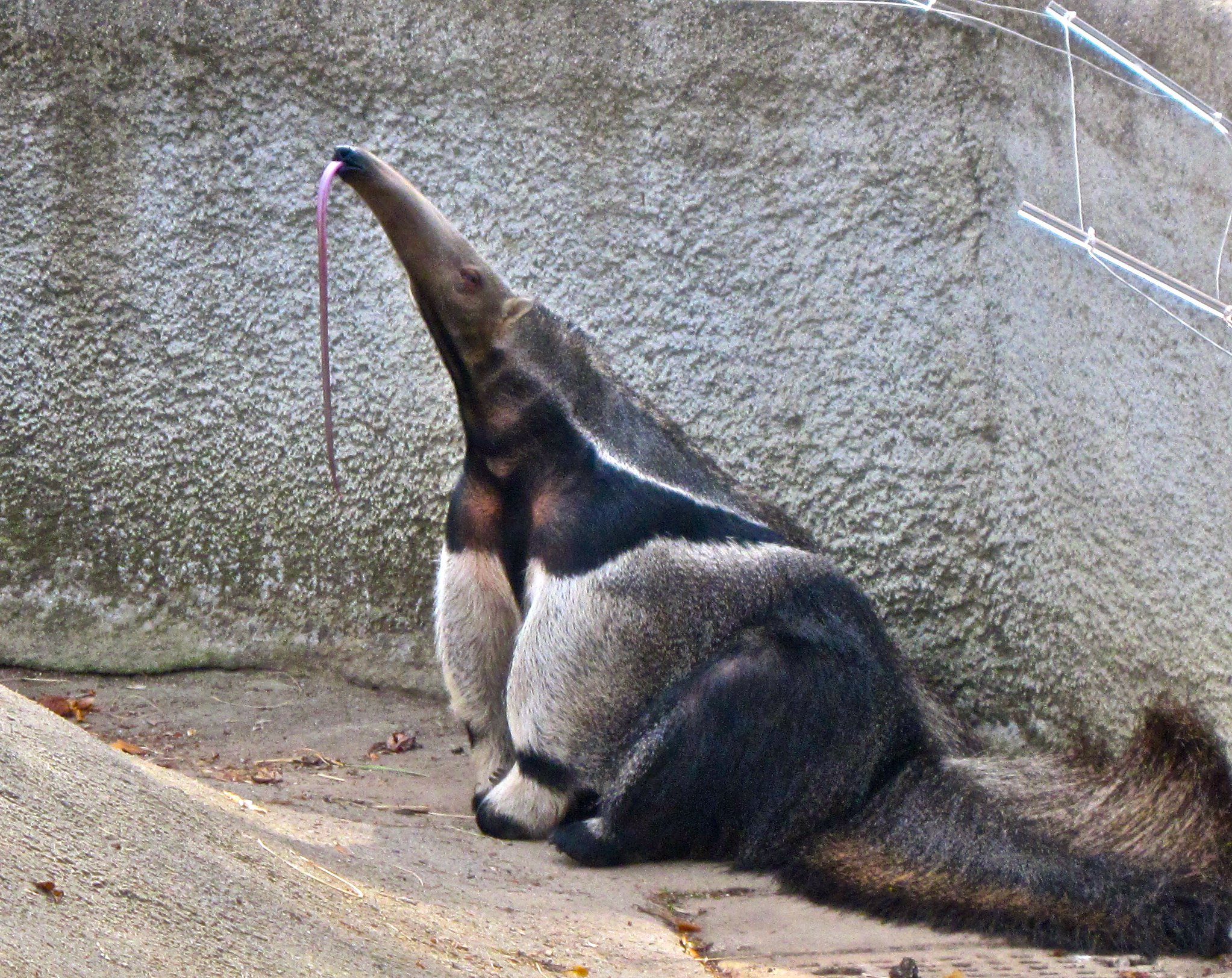
Formichiere con la sua lingua estesa

Il formichiere gigante non ha denti ed è in grado di eseguire solo un movimento mascellare molto limitato, che si basa sulla rotazione delle due metà della mandibola, tenute insieme da un legamento all'estremità, per aprire e chiudere la bocca. Ciò è compiuto dai suoi muscoli masticatori, che sono relativamente sottosviluppati. La depressione della mandibola crea un'apertura orale abbastanza grande da far uscire la lunga lingua sottile. La lingua del formichiere gigante è lunga tipicamente 60 centimetri, e trasversalmente ha una forma triangolare posteriormente, arrotondata anteriormente e termina con una piccola punta arrotondata. La lingua è ricoperta da minuscole papille ricurve all'indietro ed è ricoperta di saliva densa e appiccicosa secreta dalle ghiandole salivari ingrossate dell'animale, permettendo al formichiere gigante di raccogliere grandi quantità di insetti in una singola "leccata".
Il muso tubolare e la piccola apertura boccale limitano i movimenti di protrusione e retrazione della lingua. Durante l'alimentazione, l'animale si affida all'orientamento della testa per mirare. La lingua può essere estesa fino a 45 centimetri, un'estensione maggiore della lunghezza del cranio, e si muove dentro e fuori circa 160 volte al minuto (quasi tre volte al secondo). La lingua del formichiere ha pochi se non nessun attaccamento all'osso ioide e ciò gli consente di usare la lingua con più mobilità e velocità. Il muscolo sternoglosso lungo, formato dalla fusione dello sternoioideo e dell'ioglosso, è direttamente ancorato allo sterno. L'apparato ioideo è grande, a forma di V e flessibile, e sostiene la lingua mentre entra ed esce dalla bocca. I muscoli buccinatori gli permettono di rientrare senza perdere il cibo attaccato alla lingua e stringono la bocca per evitare che il cibo fuoriesca mentre si estende. Quando retratta, la lingua viene trattenuta nell'orofaringe dal palato secondario, impedendole di bloccare la respirazione.
I formichieri giganti deglutiscono a una velocità molto più elevata rispetto alla maggior parte degli altri mammiferi; durante l'alimentazione, deglutiscono quasi continuamente. Prima di essere inghiottiti, gli insetti vengono schiacciati contro il palato. Lo stomaco del formichiere gigante, simile al ventriglio degli uccelli, ha pieghe indurite e usa forti contrazioni per macinare gli insetti. Il processo digestivo è assistito da piccole quantità di sabbia e terra ingerite dall'animale accidentalmente o volontariamente. Il formichiere gigante non è in grado di produrre da solo gli acidi dello stomaco, ma utilizza l'acido formico delle sue prede per la digestione.

## Biologia

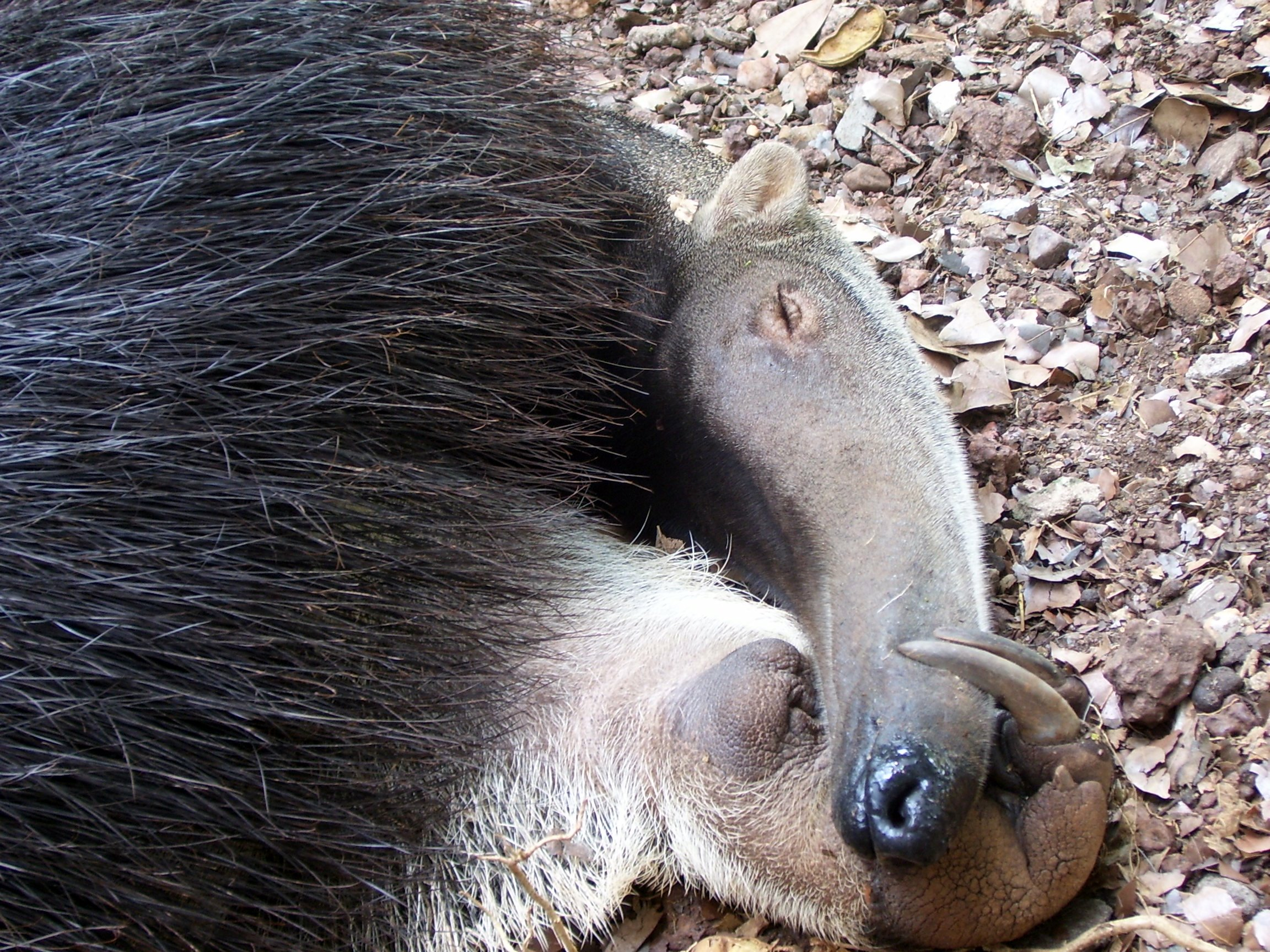
Un esemplare mentre dorme avvolto nella coda

Il formichiere gigante vive in una vasta gamma di habitat. Uno studio del 2007 sui formichieri giganti del Pantanal brasiliano ha rivelato che questi animali si nutrono generalmente nelle aree aperte e riposano in aree boschive dalla fitta vegetazione, probabilmente perché le foreste sono più calde delle praterie nei giorni freddi e più fresche nelle giornate calde. I formichieri giganti sono attivi sia durante il giorno sia nelle ore notturne. Uno studio del 2006, ha dimostrato che i formichieri che vivono nel Pantanal sono perlopiù notturni, essendo più attivi durante le ore notturne e all'alba, per poi ritirarsi nelle loro tane quando la temperatura aumenta. Nei giorni più freddi, iniziano e terminano i periodi di attività prima, spostandoli nelle ore diurne e divenendo principalmente diurni. I formichieri giganti osservati a Serra da Canastra sono perlopiù diurni. Anche le attività umane influiscono sul comportamento di questi animali, e nelle aree più urbane i formichieri sono perlopiù notturni.
I formichieri giganti riposano tipicamente nella fitta boscaglia, ma possono riposarsi anche nell'erba alta nei giorni più freddi. La loro tana è composta da una cavità poco profonda nel terreno che scavano con i loro robusti artigli. Mentre dorme l'animale si avvolge con la folta coda, sia per conservare il calore corporeo sia per mimetizzarsi. Anche se durante le giornate più fredde, quando la temperatura raggiunge anche i 17 °C, la coda viene lasciata distesa, forse in modo da consentire al corpo di assorbire i raggi del sole per il riscaldarsi.
I formichieri giganti sono buoni nuotatori e sono in grado di attraversare anche ampi fiumi, e sono stati osservati anche immergersi per rinfrescarsi. Sono anche in grado di arrampicarsi e sono stati osservati arrampicarsi, sia sui termitai che sugli alberi, mentre si nutrivano. Un individuo è stato osservato aggrapparsi a un ramo, con i piedi che toccavano appena il suolo.

### Territorio

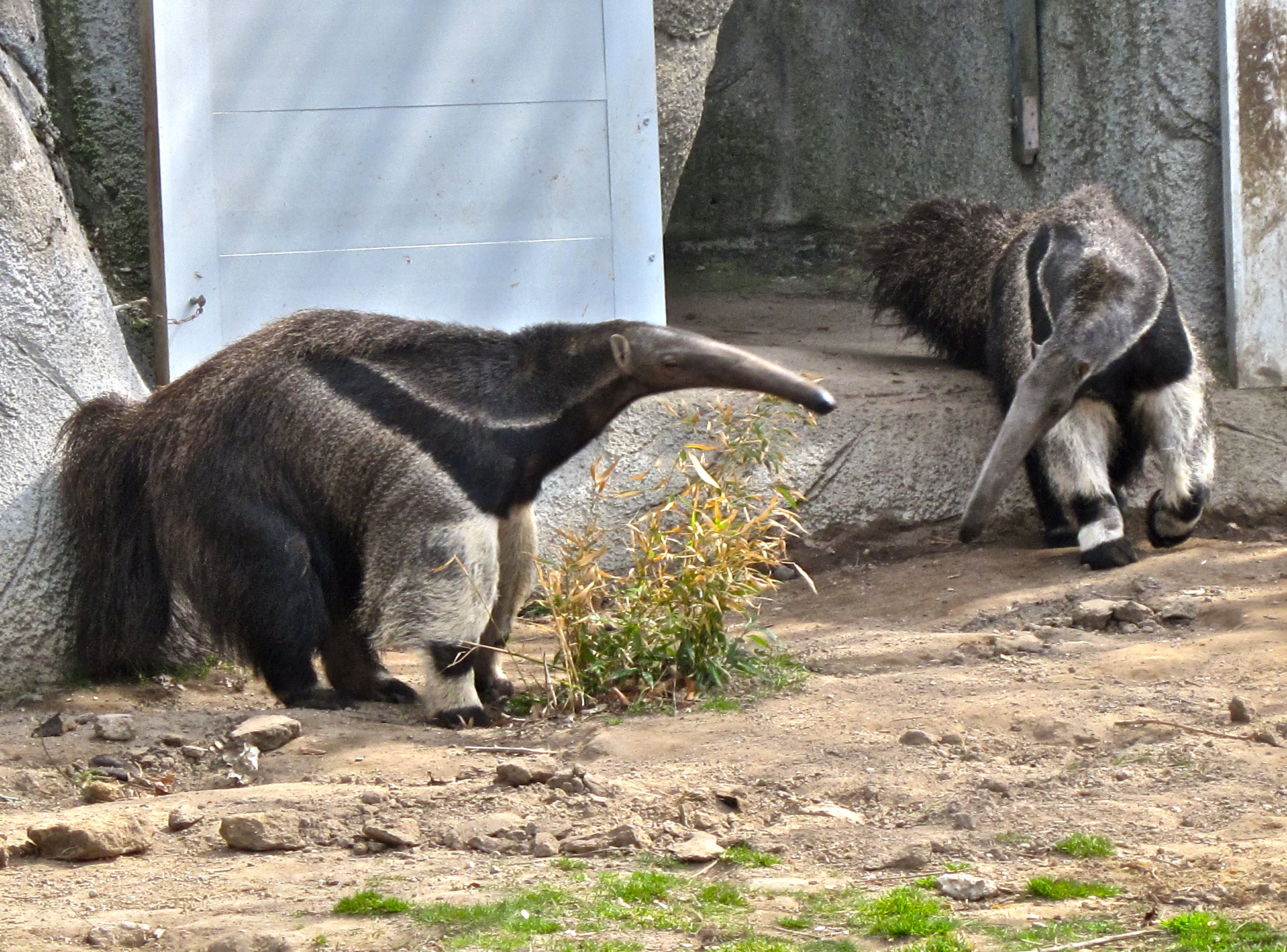
Due esemplari in cattività. In natura la specie è generalmente solitaria

L'areale individuale dei formichieri giganti varia in dimensioni a seconda della loro posizione. Nel Parco Nazionale della Serra da Canastra, Brasile, le femmine di formichieri hanno uno spazio vitale di circa 3,67 km², mentre i maschi vivono in uno spazio vitale di 2,74 km². In altre parti del Brasile, i formichieri possono avere territori di 9 km². Sono stati osservati formichieri venezuelani che vivono in aree abitate grandi fino a 25 km². Gli individui vivono principalmente da soli, ad eccezione delle femmine che allattano i loro piccoli e dei maschi che corteggiano le femmine. I formichieri comunicano la loro presenza, stato e condizione sessuale tramite delle secrezioni delle loro ghiandole anali. Segnalano la loro presenza ad altri individui anche attraverso segni d'artiglio degli alberi e l'urina. Sembra inoltre che siano in grado di riconoscere la saliva degli altri formichieri dall'odore.
Le femmine sembrano essere più tolleranti nei confronti di altre femmine nel loro territorio, rispetto ai maschi nei confronti di altri maschi, portando a una maggiore sovrapposizione negli home range femminili. I maschi hanno maggiori probabilità di ingaggiare comportamenti agonistici, come camminare circolarmente l'uno sull'altro, inseguirsi o combattere. Quando due formichieri si confrontano possono emettere un prolungato "harrr". Quando due formichieri combattono per il territorio usano i loro robusti artigli per squarciare l'avversario e costringerlo a terra. Durante questi combattimenti, i contendenti possono emettere ruggiti o muggiti. I maschi sono più territoriali delle femmine, ma raramente le dispute territoriali finiscono in scontri fisici.

### Alimentazione

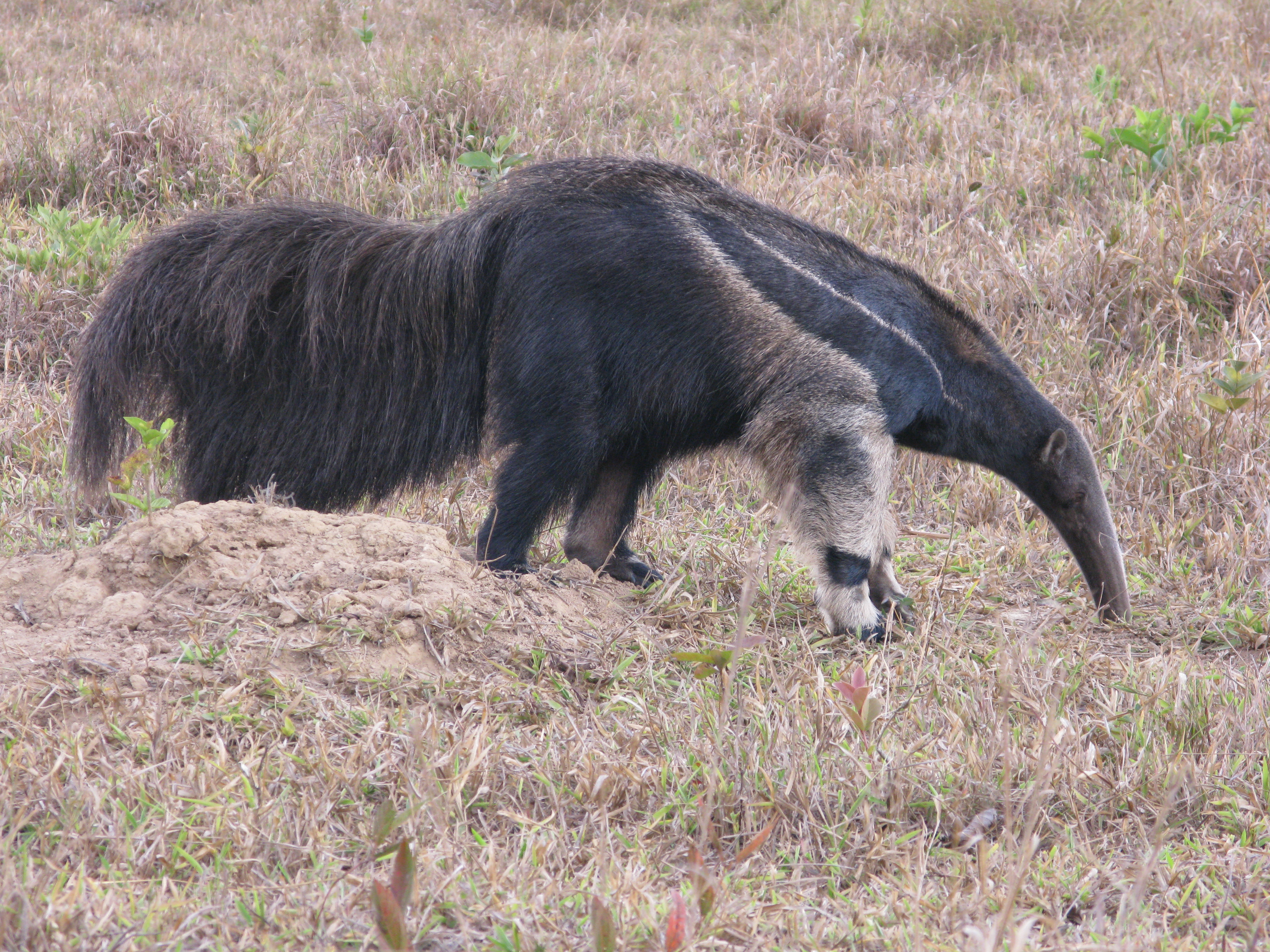
Un esemplare mentre si nutre

Come si evince dal nome, il formichiere gigante è un insettivoro, che si nutre principalmente di formiche e/o termiti. Nelle aree che subiscono inondazioni stagionali, come le pianure erbose del Llanos venezuelano-colombiano, i formichieri si nutrono principalmente di formiche, perché le termiti sono più rare. Al contrario, i formichieri del Parco nazionale delle Ema si nutrono principalmente di termiti, che si trovano in alta densità nelle praterie secche. A Serra da Canastra, i formichieri passano da una dieta costituita principalmente da formiche durante la stagione delle piogge (da ottobre a marzo) alle termiti durante la stagione secca (da maggio a settembre).
I formichieri giganti rintracciano le loro prede con l'olfatto. Dopo aver trovato un formicaio o un termitaio, l'animale usa i suoi lunghi e robusti artigli per aprire uno squarcio nel nido degli insetti per poi inserirvi la lunga lingua appiccicosa per raccogliere le sue prede. Un singolo formichiere trascorre in media un minuto nutrendosi in un nido, visitando fino a 200 nidi in una giornata e consumando fino a 30.000 insetti. Tuttavia, sia le formiche che le termiti non sono inermi all'attacco di questi animali e talvolta un formichiere può essere allontanato da un nido dagli attacchi chimici o dai morsi dei soldati. Alcune specie di termiti si affidano ai loro termitai fortificati per proteggersi e molti individui scappano mentre il predatore comincia a scavare. Queste modalità di difesa impediscono che l'intera colonia venga mangiata in un singolo attacco del formichiere.
Altri insetti che fanno parte della dieta dell'animale includono le larve di coleotteri e api mellifere occidentali che spesso costruiscono i loro alveari proprio sui termitai, divenendo a loro volta preda dei formichieri. In cattività, i formichieri vengono nutriti con miscele di latte, uova, larve della farina e carne macinata. Per bere, durante la stagione secca, i formichieri scavano nel terreno per raggiungere l'acqua rimasta sotto terra, creando pozze d'acqua anche per altri animali. I formichieri giganti sono principalmente preda di giaguari e puma. Di solito fuggono dal pericolo galoppando, ma se messi alle strette, possono impennarsi sulla zampe posteriori, puntellandosi con la coda, per usare gli artigli delle zampe anteriori per attaccare. Gli artigli del formichiere gigante sono armi formidabili, in grado di uccidere un giaguaro. Il formichiere gigante è un ospite di parassiti intestinali acanthocephali, come Gigantorhynchus echinodiscus e Moniliformis monoechinus.

### Riproduzione

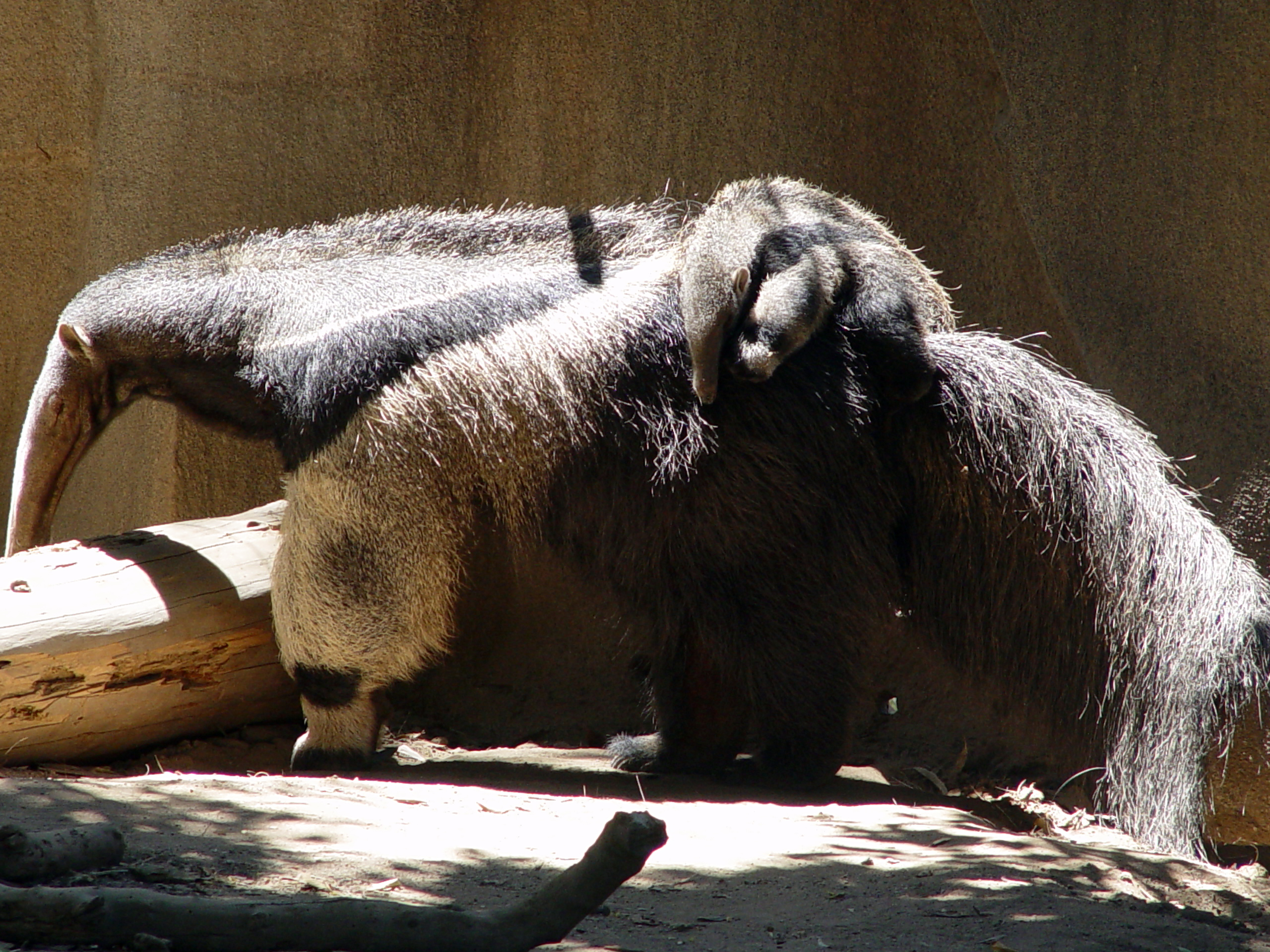
Una femmina con la propria prole aggrappata alla schiena

I formichieri giganti possono accoppiarsi durante tutto l'anno. Durante il corteggiamento, il maschio si sposta con la femmina in estro, seguendola e annusandola. È noto che queste coppie appena formate si nutrono insieme nello stesso nido di insetti. Durante l'accoppiamento, la femmina giace su un fianco mentre il maschio si accuccia su di lei. Una coppia può stare insieme fino a tre giorni e accoppiarsi più volte durante questo periodo. Dopo la concezione, il maschio abbandona la femmina. La gestazione dura circa 190 giorni e termina con la nascita di un singolo cucciolo, che in genere pesa circa 1,4 kg. Le femmine partoriscono in piedi.
I cuccioli nascono con gli occhi chiusi e iniziano ad aprirli solo dopo sei giorni. La madre trasporta il suo cucciolo sulla groppa, dove il cucciolo si attacca alla pelliccia della madre con i piccoli artigli. La fascia bianca e nera sul petto del cucciolo si allinea con quella della madre, mimetizzandolo alla vista dei predatori. I piccoli comunicano con le madri con fischi acuti e usano la lingua durante l'allattamento. Dopo tre mesi, il cucciolo inizia a mangiare cibi solidi ed è completamente svezzato entro dieci mesi. La madre governa la sua prole durante i periodi di riposo che durano fino a un'ora. Il picco di toelettatura avviene durante i primi tre mesi e diminuisce quando il giovane raggiunge i nove mesi di età, terminando a dieci mesi. Il declino rispecchia quello dell'indebolimento del legame tra madre e figlio; i giovani formichieri di solito diventano indipendenti entro nove o dieci mesi dalla nascita. I formichieri diventano sessualmente maturi a 2,5-4 anni.

## Distribuzione e habitat
Il formichiere gigante è endemico dell'America centro-meridionale, sebbene sia stato estirpato in molte di queste zone. Il suo areale conosciuto si estende dall'Honduras all'Argentina settentrionale e i suoi resti fossili sono stati ritrovati fino al nord-ovest di Sonora, in Messico. Non essendoci stati successivi cambiamenti climatici particolari o la comparsa di animali con lo stesso tipo di dieta con cui sarebbe potuto entrare in competizione o di nuovi predatori, la sua estinzione in Nord America è attribuibile, come per altri mammiferi dello stesso luogo e periodo, all'arrivo dell'uomo nel continente, avvenuto circa 15.000 anni fa. È assente in gran parte delle Ande ed è stato completamente estirpato in Uruguay, Belize, El Salvador e Guatemala, così come in alcune parti di Costa Rica, Brasile, Argentina e Paraguay. L'animale occupa un gran numero di habitat, tra cui la foresta pluviale tropicale e la macchia xerica, a condizione che vi sia una quantità sufficiente di prede per sostenerlo.

## Tassonomia

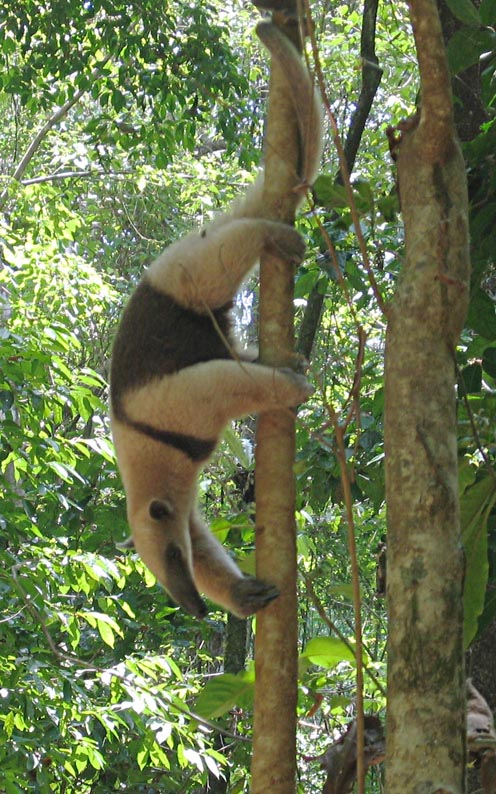
Tamandua settentrionale, uno dei parenti viventi più stretti del formichiere gigante

Il formichiere gigante prende il suo nome binomiale da Carlo Linneo, nel 1758. Il nome del genere, Myrmecophaga, e il nome della specie, tridactyla, sono entrambi greci, e significano rispettivamente "mangiatore di formiche" e "tre dita". La presunta specie Myrmecophaga jubata venne in seguito identificata come un sinonimo. È stata proposta l'esistenza di tre sottospecie: M. t. tridactyla (il cui areale va dal Venezuela e dalla Guiana al nord dell'Argentina), M. t. centralis (originario dell'America centrale, della Colombia nordoccidentale e dell'Ecuador settentrionale), e M. t. artata (originaria della Colombia nord-orientale e del Venezuela nord-occidentale). Il formichiere gigante è raggruppato con il tamandua settentrionale e meridionale all'interno della famiglia Myrmecophagidae. Insieme alla famiglia Cyclopedidae, il cui unico membro esistente è il formichiere nano, le due famiglie costituiscono il sottordine Vermilingua. Di seguito l'albero filogenetico degli xenartri viventi.
|  | Bradypus  |
|  |           |
|  | Choloepus |
|  |           |

|  | Cyclopes                                                  |
|  |                                                           |
|  | \| \| Tamandua \| \| \| \| \| \| Myrmecophaga \| \| \| \| |
|  |                                                           |
|  | Tamandua                                                  |
|  |                                                           |
|  | Myrmecophaga                                              |
|  |                                                           |

|  | Tamandua     |
|  |              |
|  | Myrmecophaga |
|  |              |

|  | Bradypus  |
|  |           |
|  | Choloepus |
|  |           |

|  | Cyclopes                                                  |
|  |                                                           |
|  | \| \| Tamandua \| \| \| \| \| \| Myrmecophaga \| \| \| \| |
|  |                                                           |
|  | Tamandua                                                  |
|  |                                                           |
|  | Myrmecophaga                                              |
|  |                                                           |

|  | Tamandua     |
|  |              |
|  | Myrmecophaga |
|  |              |

|  | Priodontes                                               |
|  |                                                          |
|  | \| \| Cabassous \| \| \| \| \| \| Tolypeutes \| \| \| \| |
|  |                                                          |
|  | Cabassous                                                |
|  |                                                          |
|  | Tolypeutes                                               |
|  |                                                          |

|  | Cabassous  |
|  |            |
|  | Tolypeutes |
|  |            |

|  | Chaetophractus                                         |
|  |                                                        |
|  | \| \| Euphractus \| \| \| \| \| \| Zaedyus \| \| \| \| |
|  |                                                        |
|  | Euphractus                                             |
|  |                                                        |
|  | Zaedyus                                                |
|  |                                                        |

|  | Euphractus |
|  |            |
|  | Zaedyus    |
|  |            |

|  | Priodontes                                               |
|  |                                                          |
|  | \| \| Cabassous \| \| \| \| \| \| Tolypeutes \| \| \| \| |
|  |                                                          |
|  | Cabassous                                                |
|  |                                                          |
|  | Tolypeutes                                               |
|  |                                                          |

|  | Cabassous  |
|  |            |
|  | Tolypeutes |
|  |            |

|  | Chaetophractus                                         |
|  |                                                        |
|  | \| \| Euphractus \| \| \| \| \| \| Zaedyus \| \| \| \| |
|  |                                                        |
|  | Euphractus                                             |
|  |                                                        |
|  | Zaedyus                                                |
|  |                                                        |

|  | Euphractus |
|  |            |
|  | Zaedyus    |
|  |            |

|  | Priodontes                                               |
|  |                                                          |
|  | \| \| Cabassous \| \| \| \| \| \| Tolypeutes \| \| \| \| |
|  |                                                          |
|  | Cabassous                                                |
|  |                                                          |
|  | Tolypeutes                                               |
|  |                                                          |

|  | Cabassous  |
|  |            |
|  | Tolypeutes |
|  |            |

|  | Chaetophractus                                         |
|  |                                                        |
|  | \| \| Euphractus \| \| \| \| \| \| Zaedyus \| \| \| \| |
|  |                                                        |
|  | Euphractus                                             |
|  |                                                        |
|  | Zaedyus                                                |
|  |                                                        |

|  | Euphractus |
|  |            |
|  | Zaedyus    |
|  |            |

|  | Priodontes                                               |
|  |                                                          |
|  | \| \| Cabassous \| \| \| \| \| \| Tolypeutes \| \| \| \| |
|  |                                                          |
|  | Cabassous                                                |
|  |                                                          |
|  | Tolypeutes                                               |
|  |                                                          |

|  | Cabassous  |
|  |            |
|  | Tolypeutes |
|  |            |

|  | Chaetophractus                                         |
|  |                                                        |
|  | \| \| Euphractus \| \| \| \| \| \| Zaedyus \| \| \| \| |
|  |                                                        |
|  | Euphractus                                             |
|  |                                                        |
|  | Zaedyus                                                |
|  |                                                        |

|  | Euphractus |
|  |            |
|  | Zaedyus    |
|  |            |

|  | Priodontes                                               |
|  |                                                          |
|  | \| \| Cabassous \| \| \| \| \| \| Tolypeutes \| \| \| \| |
|  |                                                          |
|  | Cabassous                                                |
|  |                                                          |
|  | Tolypeutes                                               |
|  |                                                          |

|  | Cabassous  |
|  |            |
|  | Tolypeutes |
|  |            |

|  | Chaetophractus                                         |
|  |                                                        |
|  | \| \| Euphractus \| \| \| \| \| \| Zaedyus \| \| \| \| |
|  |                                                        |
|  | Euphractus                                             |
|  |                                                        |
|  | Zaedyus                                                |
|  |                                                        |

|  | Euphractus |
|  |            |
|  | Zaedyus    |
|  |            |

|  | Priodontes                                               |
|  |                                                          |
|  | \| \| Cabassous \| \| \| \| \| \| Tolypeutes \| \| \| \| |
|  |                                                          |
|  | Cabassous                                                |
|  |                                                          |
|  | Tolypeutes                                               |
|  |                                                          |

|  | Cabassous  |
|  |            |
|  | Tolypeutes |
|  |            |

|  | Chaetophractus                                         |
|  |                                                        |
|  | \| \| Euphractus \| \| \| \| \| \| Zaedyus \| \| \| \| |
|  |                                                        |
|  | Euphractus                                             |
|  |                                                        |
|  | Zaedyus                                                |
|  |                                                        |

|  | Euphractus |
|  |            |
|  | Zaedyus    |
|  |            |

|  | Priodontes                                               |
|  |                                                          |
|  | \| \| Cabassous \| \| \| \| \| \| Tolypeutes \| \| \| \| |
|  |                                                          |
|  | Cabassous                                                |
|  |                                                          |
|  | Tolypeutes                                               |
|  |                                                          |

|  | Cabassous  |
|  |            |
|  | Tolypeutes |
|  |            |

|  | Chaetophractus                                         |
|  |                                                        |
|  | \| \| Euphractus \| \| \| \| \| \| Zaedyus \| \| \| \| |
|  |                                                        |
|  | Euphractus                                             |
|  |                                                        |
|  | Zaedyus                                                |
|  |                                                        |

|  | Euphractus |
|  |            |
|  | Zaedyus    |
|  |            |

|  | Priodontes                                               |
|  |                                                          |
|  | \| \| Cabassous \| \| \| \| \| \| Tolypeutes \| \| \| \| |
|  |                                                          |
|  | Cabassous                                                |
|  |                                                          |
|  | Tolypeutes                                               |
|  |                                                          |

|  | Cabassous  |
|  |            |
|  | Tolypeutes |
|  |            |

|  | Chaetophractus                                         |
|  |                                                        |
|  | \| \| Euphractus \| \| \| \| \| \| Zaedyus \| \| \| \| |
|  |                                                        |
|  | Euphractus                                             |
|  |                                                        |
|  | Zaedyus                                                |
|  |                                                        |

|  | Euphractus |
|  |            |
|  | Zaedyus    |
|  |            |

|  | Bradypus  |
|  |           |
|  | Choloepus |
|  |           |

|  | Cyclopes                                                  |
|  |                                                           |
|  | \| \| Tamandua \| \| \| \| \| \| Myrmecophaga \| \| \| \| |
|  |                                                           |
|  | Tamandua                                                  |
|  |                                                           |
|  | Myrmecophaga                                              |
|  |                                                           |

|  | Tamandua     |
|  |              |
|  | Myrmecophaga |
|  |              |

|  | Bradypus  |
|  |           |
|  | Choloepus |
|  |           |

|  | Cyclopes                                                  |
|  |                                                           |
|  | \| \| Tamandua \| \| \| \| \| \| Myrmecophaga \| \| \| \| |
|  |                                                           |
|  | Tamandua                                                  |
|  |                                                           |
|  | Myrmecophaga                                              |
|  |                                                           |

|  | Tamandua     |
|  |              |
|  | Myrmecophaga |
|  |              |

|  | Priodontes                                               |
|  |                                                          |
|  | \| \| Cabassous \| \| \| \| \| \| Tolypeutes \| \| \| \| |
|  |                                                          |
|  | Cabassous                                                |
|  |                                                          |
|  | Tolypeutes                                               |
|  |                                                          |

|  | Cabassous  |
|  |            |
|  | Tolypeutes |
|  |            |

|  | Chaetophractus                                         |
|  |                                                        |
|  | \| \| Euphractus \| \| \| \| \| \| Zaedyus \| \| \| \| |
|  |                                                        |
|  | Euphractus                                             |
|  |                                                        |
|  | Zaedyus                                                |
|  |                                                        |

|  | Euphractus |
|  |            |
|  | Zaedyus    |
|  |            |

|  | Priodontes                                               |
|  |                                                          |
|  | \| \| Cabassous \| \| \| \| \| \| Tolypeutes \| \| \| \| |
|  |                                                          |
|  | Cabassous                                                |
|  |                                                          |
|  | Tolypeutes                                               |
|  |                                                          |

|  | Cabassous  |
|  |            |
|  | Tolypeutes |
|  |            |

|  | Chaetophractus                                         |
|  |                                                        |
|  | \| \| Euphractus \| \| \| \| \| \| Zaedyus \| \| \| \| |
|  |                                                        |
|  | Euphractus                                             |
|  |                                                        |
|  | Zaedyus                                                |
|  |                                                        |

|  | Euphractus |
|  |            |
|  | Zaedyus    |
|  |            |

|  | Priodontes                                               |
|  |                                                          |
|  | \| \| Cabassous \| \| \| \| \| \| Tolypeutes \| \| \| \| |
|  |                                                          |
|  | Cabassous                                                |
|  |                                                          |
|  | Tolypeutes                                               |
|  |                                                          |

|  | Cabassous  |
|  |            |
|  | Tolypeutes |
|  |            |

|  | Chaetophractus                                         |
|  |                                                        |
|  | \| \| Euphractus \| \| \| \| \| \| Zaedyus \| \| \| \| |
|  |                                                        |
|  | Euphractus                                             |
|  |                                                        |
|  | Zaedyus                                                |
|  |                                                        |

|  | Euphractus |
|  |            |
|  | Zaedyus    |
|  |            |

|  | Priodontes                                               |
|  |                                                          |
|  | \| \| Cabassous \| \| \| \| \| \| Tolypeutes \| \| \| \| |
|  |                                                          |
|  | Cabassous                                                |
|  |                                                          |
|  | Tolypeutes                                               |
|  |                                                          |

|  | Cabassous  |
|  |            |
|  | Tolypeutes |
|  |            |

|  | Chaetophractus                                         |
|  |                                                        |
|  | \| \| Euphractus \| \| \| \| \| \| Zaedyus \| \| \| \| |
|  |                                                        |
|  | Euphractus                                             |
|  |                                                        |
|  | Zaedyus                                                |
|  |                                                        |

|  | Euphractus |
|  |            |
|  | Zaedyus    |
|  |            |

|  | Priodontes                                               |
|  |                                                          |
|  | \| \| Cabassous \| \| \| \| \| \| Tolypeutes \| \| \| \| |
|  |                                                          |
|  | Cabassous                                                |
|  |                                                          |
|  | Tolypeutes                                               |
|  |                                                          |

|  | Cabassous  |
|  |            |
|  | Tolypeutes |
|  |            |

|  | Chaetophractus                                         |
|  |                                                        |
|  | \| \| Euphractus \| \| \| \| \| \| Zaedyus \| \| \| \| |
|  |                                                        |
|  | Euphractus                                             |
|  |                                                        |
|  | Zaedyus                                                |
|  |                                                        |

|  | Euphractus |
|  |            |
|  | Zaedyus    |
|  |            |

|  | Priodontes                                               |
|  |                                                          |
|  | \| \| Cabassous \| \| \| \| \| \| Tolypeutes \| \| \| \| |
|  |                                                          |
|  | Cabassous                                                |
|  |                                                          |
|  | Tolypeutes                                               |
|  |                                                          |

|  | Cabassous  |
|  |            |
|  | Tolypeutes |
|  |            |

|  | Chaetophractus                                         |
|  |                                                        |
|  | \| \| Euphractus \| \| \| \| \| \| Zaedyus \| \| \| \| |
|  |                                                        |
|  | Euphractus                                             |
|  |                                                        |
|  | Zaedyus                                                |
|  |                                                        |

|  | Euphractus |
|  |            |
|  | Zaedyus    |
|  |            |

|  | Priodontes                                               |
|  |                                                          |
|  | \| \| Cabassous \| \| \| \| \| \| Tolypeutes \| \| \| \| |
|  |                                                          |
|  | Cabassous                                                |
|  |                                                          |
|  | Tolypeutes                                               |
|  |                                                          |

|  | Cabassous  |
|  |            |
|  | Tolypeutes |
|  |            |

|  | Chaetophractus                                         |
|  |                                                        |
|  | \| \| Euphractus \| \| \| \| \| \| Zaedyus \| \| \| \| |
|  |                                                        |
|  | Euphractus                                             |
|  |                                                        |
|  | Zaedyus                                                |
|  |                                                        |

|  | Euphractus |
|  |            |
|  | Zaedyus    |
|  |            |

|  | Priodontes                                               |
|  |                                                          |
|  | \| \| Cabassous \| \| \| \| \| \| Tolypeutes \| \| \| \| |
|  |                                                          |
|  | Cabassous                                                |
|  |                                                          |
|  | Tolypeutes                                               |
|  |                                                          |

|  | Cabassous  |
|  |            |
|  | Tolypeutes |
|  |            |

|  | Chaetophractus                                         |
|  |                                                        |
|  | \| \| Euphractus \| \| \| \| \| \| Zaedyus \| \| \| \| |
|  |                                                        |
|  | Euphractus                                             |
|  |                                                        |
|  | Zaedyus                                                |
|  |                                                        |

|  | Euphractus |
|  |            |
|  | Zaedyus    |
|  |            |

Formichieri e bradipi appartengono all'ordine Pilosa e condividono il superordine Xenarthra con i Cingulata, che ha come unici esponenti viventi gli armadilli. I due ordini di Xenarthra si separarono 66 milioni di anni fa durante il Cretacico superiore. I lignaggi di bradipi e formichieri si separarono intorno ai 55 milioni di anni fa, tra il Paleocene e l'Eocene. La linea Cyclopes emerse intorno ai 30 milioni di anni fa nell'Oligocene, mentre le linee Myrmecophaga e Tamandua si separarono circa 10 milioni di anni fa, alla fine del Miocene. Per buona parte dell'era Cenozoica, i formichieri rimasero confinati in Sud America, all'epoca un continente isolato. In seguito alla formazione dell'Istmo di Panama 3 milioni di anni fa, i formichieri di tutti e tre i generi invasero l'America Centrale, in seguito al Grande scambio americano.
La documentazione fossile dei formichieri è generalmente scarsa. I fossili noti includono il genere Pliocenico Palaeomyrmidon, un parente stretto del formichiere nano, Protamandua, il sister taxon del clade che comprende il formichiere gigante e i tamandua dal Miocene, e Neotamandua, un sister taxon di Myrmecophaga. Protamandua era più grande del formichiere nano, ma più piccolo di un tamandua, mentre Neotamandua era più grande, rientrando tra le dimensioni di un tamandua e del formichiere gigante. Protamandua non sembra avere piedi particolarmente specializzati per la locomozione terrestre o arboricola, ma potrebbe aver avuto una coda prensile. Al contrario, Neotamandua aveva piedi di forma intermedia tra quelli dei tamandua e del formichiere gigante ed è improbabile che avesse una coda prensile. La specie Neotamandua borealis è stata indicata come possibile antenato di quest'ultimo. Un altro membro del genere Myrmecophaga è stato rinvenuto dalla Formazione Monte Hermoso, in Argentina, risalente a 6.8-4 milioni di anni fa, ed è stato descritto da Kraglievitch, nel 1934, come Nunezia caroloameghinoi. La specie è stata in seguito riclassificata come Myrmecophaga caroloameghinoi da S. E. Hirschfeld, nel 1976.
Il formichiere gigante è la specie di formichiere vivente più terrestre. I suoi antenati potrebbero essere stati originariamente adattati ad una vita arborea; la transizione ad una vita al suolo potrebbe essere stata incentivata dall'espansione di habitat aperti, come la savana Sudamericana e dalla disponibilità di insetti coloniali, come le termiti, che fornivano una potenziale fonte di cibo più ampia. Sia il formichiere gigante che il tamandua meridionale sono ben rappresentati nei reperti fossili del tardo Pleistocene e dell'inizio dell'Olocene.

## Conservazione

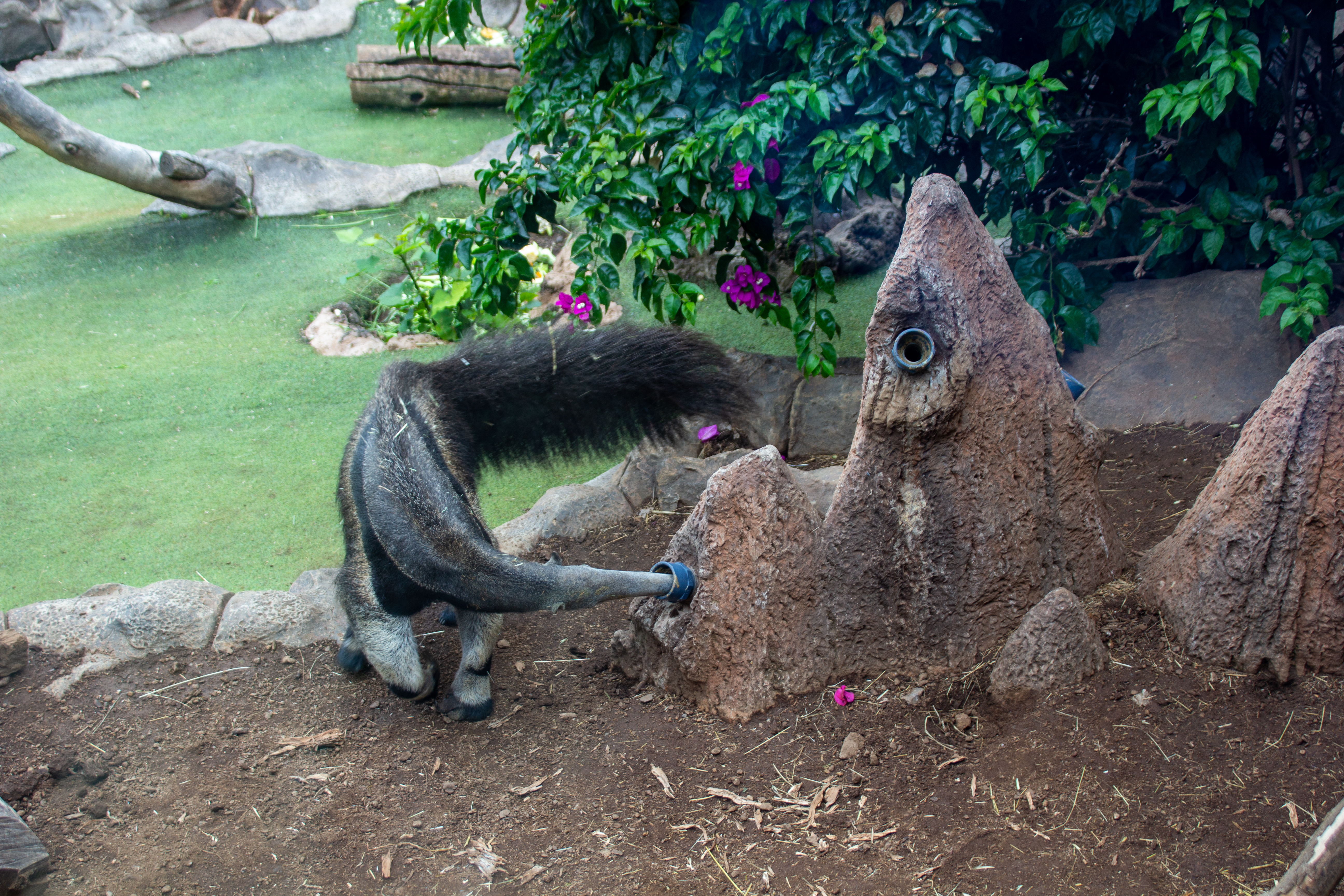
Un esemplare in cattività, al Loro Park, Tenerife

La specie è elencata come Vulnerabile dalla IUCN, a causa dell'alto numero di estirpazioni regionali, e nell'Appendice II dalla CITES, che limita fortemente il commercio di questi animali. Tra il 2000 e il 2010, la popolazione totale è diminuita del 30%. Nel 1994, circa 340 formichieri giganti morirono a causa di incendi scoppiati nel Parco nazionale delle Ema, in Brasile. L'animale è particolarmente vulnerabile agli incendi a causa dei suoi movimenti lenti e per il suo pelo infiammabile.
Le minacce indotte dall'uomo includono collisioni coi veicoli, attacchi di cani randagi e la distruzione dell'habitat. Il formichiere gigante è comunemente cacciato in Bolivia, sia per sport che per la carne. Nel Chaco la pelle spessa e coriacea dell'animale viene utilizzata per fabbricare attrezzature equestri. In Venezuela viene cacciato per i suoi artigli. I formichieri giganti vengono anche uccisi per motivi di sicurezza, a causa della loro reputazione di animali pericolosi. Fortunatamente, il formichiere gigante rimane comunque molto diffuso, ed alcune popolazioni sono stabili e l'animale si trova in diverse aree protette dell'Amazzonia, del Pantanal e del Cerrado. È ufficialmente protetto in alcune province argentine come specie patrimonio nazionale.

### In cattività
Molti zoo europei, tra i più importanti per la conservazione delle specie a rischio di estinzione, ospitano il formichiere gigante fra le maggiori attrazioni del parco. Il formichiere è presente ad esempio negli zoo di Zurigo, Vienna, Amsterdam e Berlino. In Italia è presente al Parco Natura Viva, in provincia di Verona. Data la loro indole piuttosto mansueta spesso condividono il loro habitat con altre specie autoctone del loro habitat naturale come il tapiro brasiliano, il capibara, il nandù comune, e in alcuni casi è stato addirittura visto dividere tranquillamente il proprio spazio con un crisocione. In alcuni rari casi il formichiere è stato protagonista di incidenti con i guardiani purtroppo con esiti fatali per questi ultimi. Nonostante il carattere docile resta comunque un animale potenzialmente pericoloso poiché molto forte, potente e soprattutto provvisto di artigli molto taglienti. In cattività può avere dimensioni maggiori rispetto agli esemplari selvatici, talvolta anche 10–15 kg in più delle medie massime. Inoltre riesce a riprodursi bene in cattività.

## Interazioni con l'uomo

### Attacchi
Sebbene siano animali timidi e in genere cerchino di evitare l'uomo, i formichieri giganti possono infliggere gravi ferite con i loro artigli anteriori e sono noti per aver ferito gravemente e anche ucciso gli uomini che li avevano messi alle strette o che li stavano minacciando. Tra il 2010 e il 2012 due cacciatori sono stati uccisi da formichieri giganti in Brasile; in entrambi i casi i cacciatori stavano agitando e ferendo l'animale che, ormai messo alle strette, passò al contrattacco per difendersi. Nell'aprile 2007 un formichiere dello zoo di Florencio Varela ha squartato e ucciso un guardiano dello zoo con i suoi artigli. L'animale in questione, un maschio di nome Ramon, aveva già la reputazione di essere aggressivo.

### Nella cultura

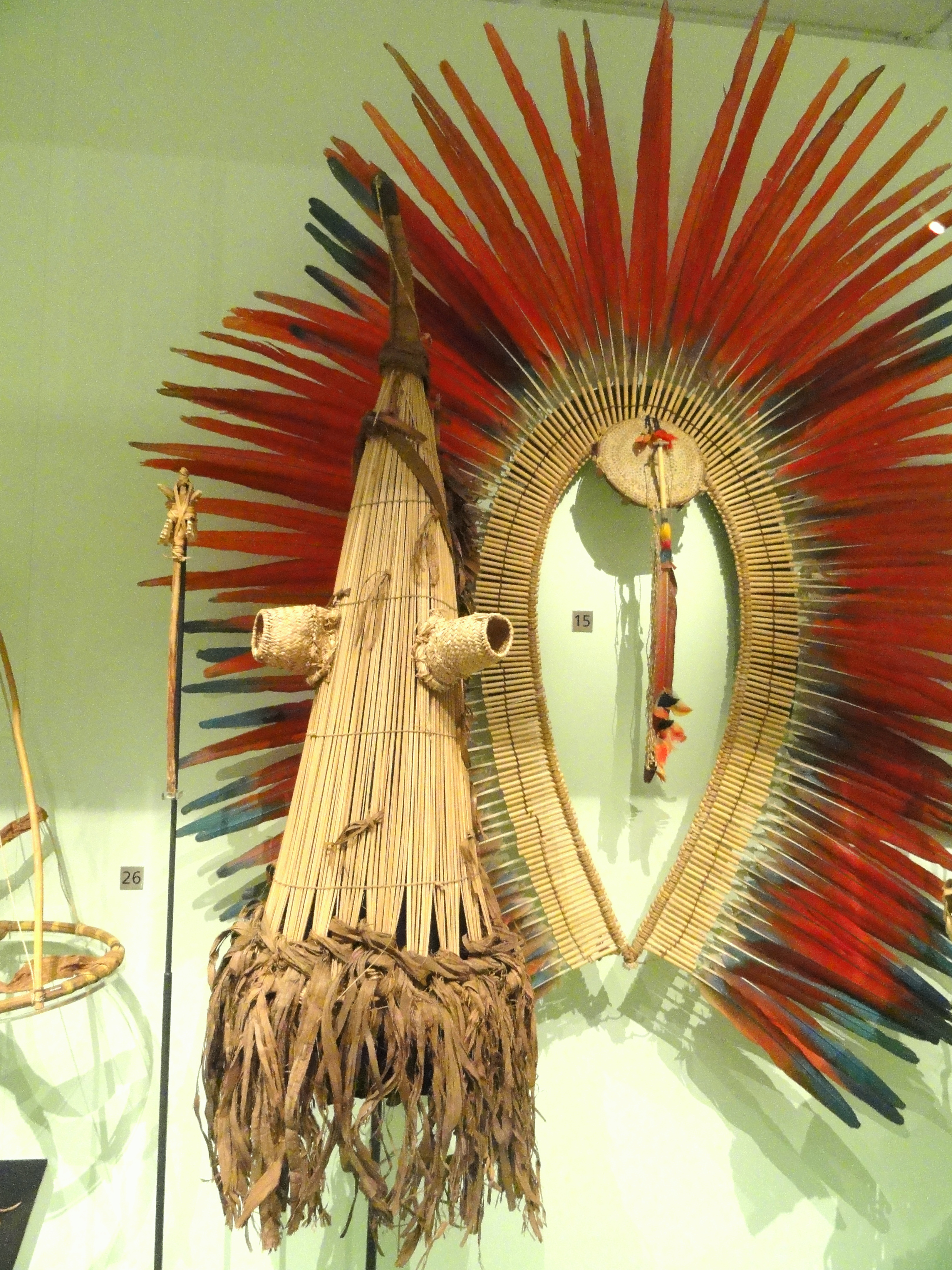
Maschera di formichiere e graffietto usati dai ragazzi Kayapó nelle loro cerimonie

Nella mitologia e folklore dei popoli indigeni del bacino amazzonico, il formichiere gigante è raffigurato come un trickster opposto al giaguaro, così come una figura umoristica per via del suo lungo muso. In un racconto Shipib, un formichiere sfidò un giaguaro a una gara di apnea sott'acqua, che il giaguaro accettò. Dopo che i due si furono tolti la pelle e si immersero, il formichiere saltò fuori dall'acqua e rubò la pelle del giaguaro, lasciando quest'ultimo con la pelle del formichiere. In un mito di Yarabara, il malvagio orco Ucara venne trasformato in un formichiere dal sole. Questo mito sottolinea la natura quasi immobile della bocca del formichiere, che era considerata un peso. Il popolo Kayapó indossa maschere di vari animali e spiriti, incluso il formichiere, durante le cerimonie di denominazione e di iniziazione. Credono che le donne che hanno toccato maschere di formichiere o gli uomini che sono inciampati mentre le indossavano sarebbero morte o avrebbero ricevuto una qualche sorta di disturbo fisico.
Durante la colonizzazione spagnola delle Americhe, il formichiere gigante fu uno dei tanti animali nativi portati in Europa per essere mostrato al mondo orientale. All'inizio, gli europei credevano che tutti i formichieri fossero femmine e si accoppiassero con il naso, un'idea sbagliata corretta dal naturalista Félix de Azara. Nel XX secolo, Salvador Dalí scrisse fantasiosamente che il formichiere gigante "raggiunge taglie più grandi del cavallo, possiede un'enorme ferocia, ha un'eccezionale potenza muscolare, ed è un animale terrificante". Dalí dipinse un formichiere nello stile de Il grande masturbatore. È stato usato come ex libris per André Breton, che paragonava le tentazioni che un uomo sperimenta nella vita a ciò che "la lingua del formichiere deve offrire alla formica".
Il cartone animato di Max Fleischer del 1940, Ants in the Plants presenta una colonia di formiche che combattono contro un formichiere malvagio. Rilasciato durante la Strana guerra, il film potrebbe essere un'allusione alla linea Maginot francese. Un formichiere è anche un personaggio ricorrente nel fumetto B.C.. Questo personaggio è stato l'ispirazione per Peter the Anteater, la mascotte della squadra dell'Università della California, Irvine. Nella miniserie di Stephen King, Kingdom Hospital, il personaggio di Antubis appare sotto forma di una creatura simile a un formichiere con denti affilati come rasoi.